# Break Up (chanson de Jerry Lee Lewis)
Pour les articles homonymes, voir Break Up (homonymie).
Singles de Jerry Lee Lewis
The Return of Jerry Lee / Lewis Boogie
(1958) It Hurt Me So / I’ll Sail My Ship Alone
(1958)
Pistes de Jerry Lee’s Greatest
What’d I Say Great Balls of Fire
Break Up est une chanson écrite par Charlie Rich, pour Jerry Lee Lewis. Le single sort, aux États-Unis, le 10 août 1958, sous le label Sun Records. 
La chanson figure sur l'album, Jerry Lee’s Greatest de Jerry Lee Lewis sorti en 1961.

## Contexte
Il s’agit du deuxième single de Jerry Lee Lewis à sortir après le scandale provoqué pendant la tournée au Royaume-Uni, sa popularité est brutalement retombée, seules quelques radios continuent de diffuser ses 45 tours. Malgré les évènements qui touchent alors la carrière du « Killer », Break-Up atteint la 52e place du Billboard Hot 100 le 29 septembre 1958.

## Crédits
- Jerry Lee Lewis — chant et piano
- Jimmy Van Eaton — batterie
- Inconnu, possiblement Billy Lee Riley, Jack Clement, Roland Janes ou Brad Suggs (en) — guitare
- Inconnu, possiblement Billy Lee Riley ou Jack Clement — basse